# Eisernes Kreuz (Rabenau)

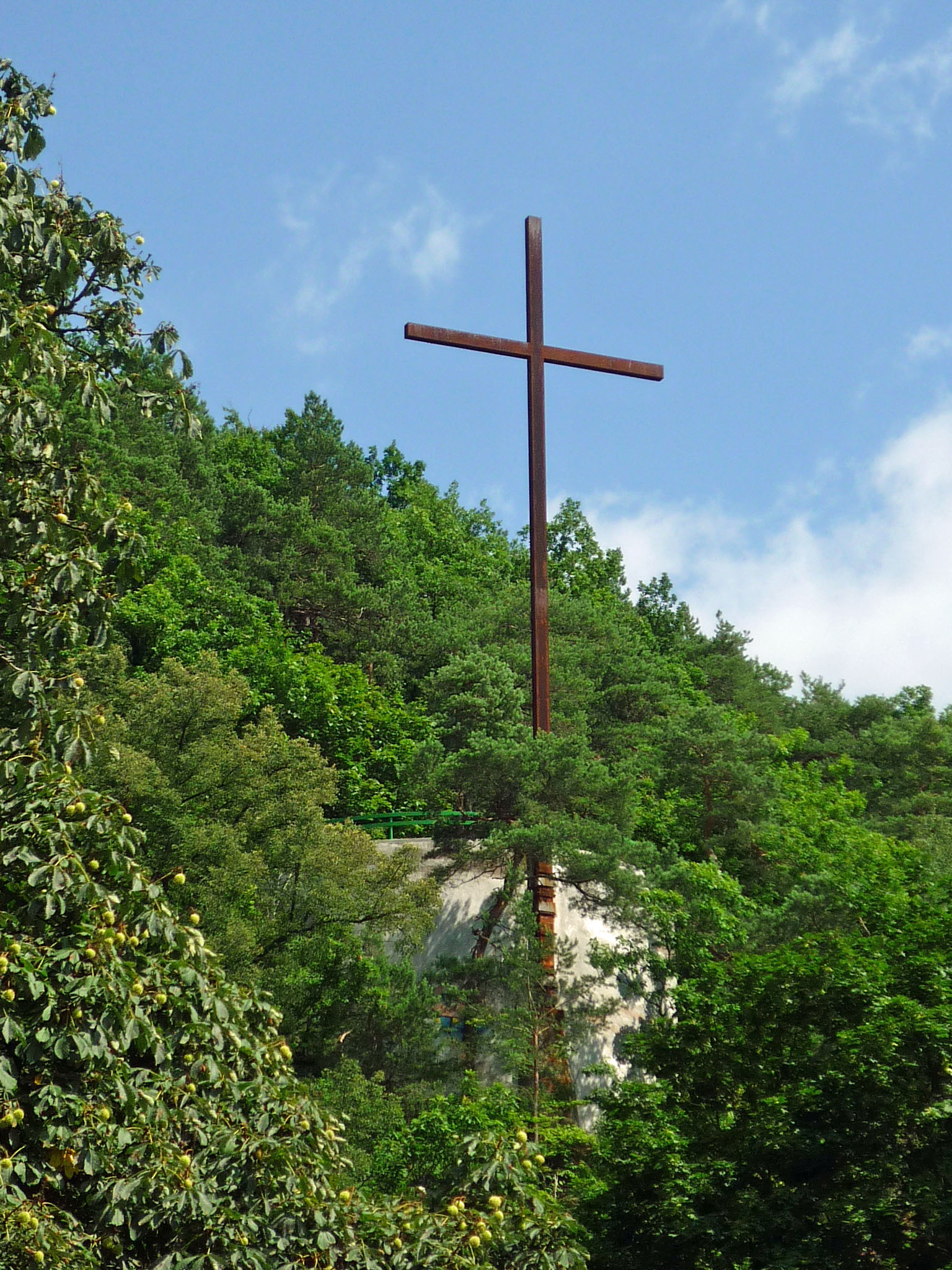
Ansicht vom Tal, 2014

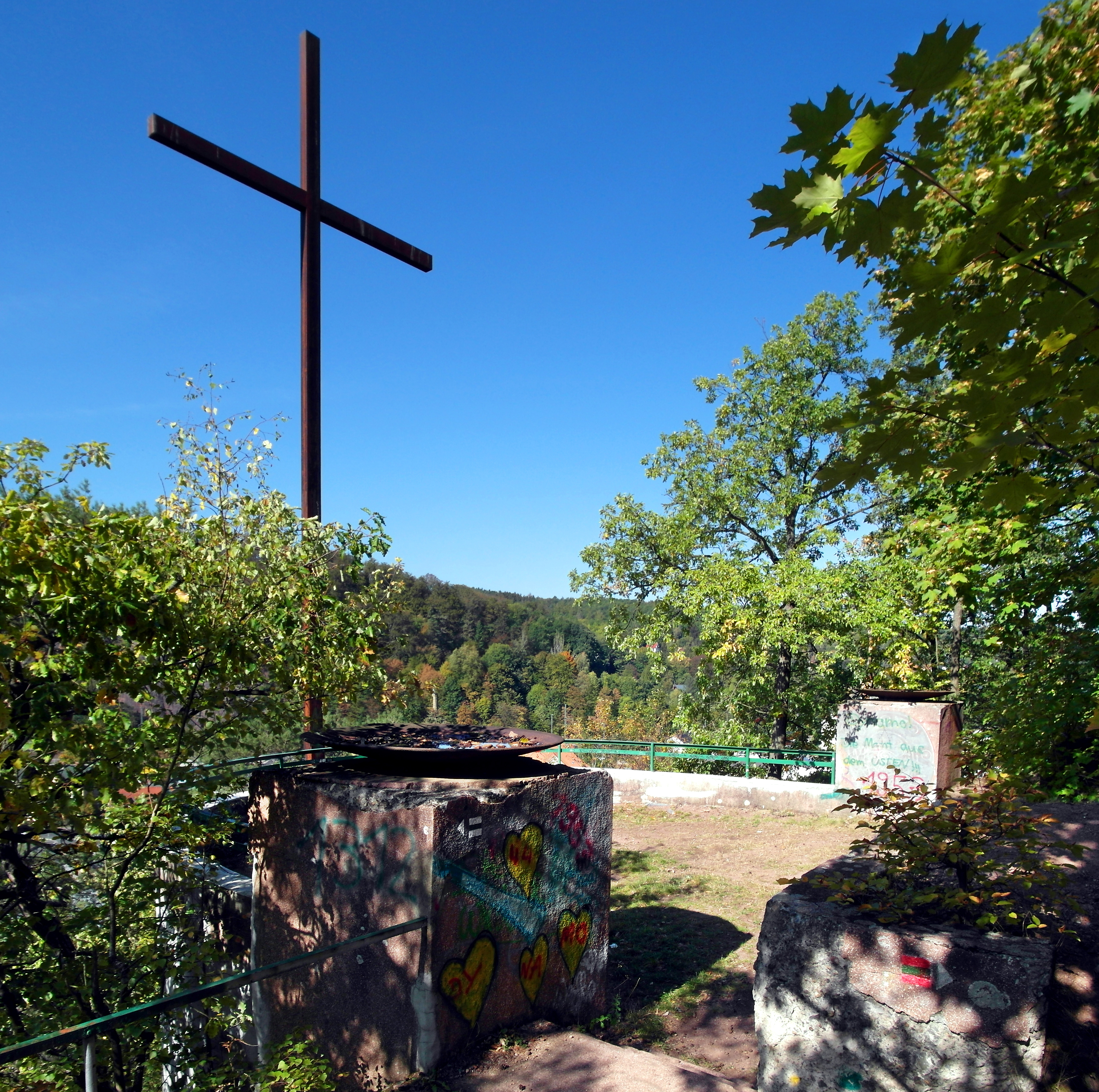
Gedenkplatz mit 2 Feuerschalen

Das Eiserne Kreuz ist ein als Kulturdenkmal ausgewiesenes Kriegerdenkmal auf der Flur Obernaundorf der Stadt Rabenau im Landkreis Sächsische Schweiz-Osterzgebirge.
Das Eiserne Kreuz befindet sich auf einem Felsen im Rabenauer Vorholz am „Schulbuschhang“ oberhalb des Freitaler Stadtteils Hainsberg. Es befindet sich nahe der Grenze zwischen beiden Städten auf einem Grundstück des Staatsbetriebes Sachsenforst. Das 17 Meter hohe und 2,5 Tonnen schwere Eisenkreuz wurde 1934 für die Hainsberger Opfer des Ersten Weltkrieges errichtet. Um das Kreuz erstreckt sich eine Aussichtsplattform, die von Hainsberg aus zu erreichen ist und einen Blick über den Ort bietet.
Seit der Errichtung wurde das Denkmal nur notdürftig instand gehalten, größere Restaurierungsmaßnahmen sind nicht vorgesehen. Nach einer Instandsetzung 2003 folgte 2012–2013 eine weitere Sicherung des Obernaundorfer Kulturdenkmals.